# Roman Tokarczyk

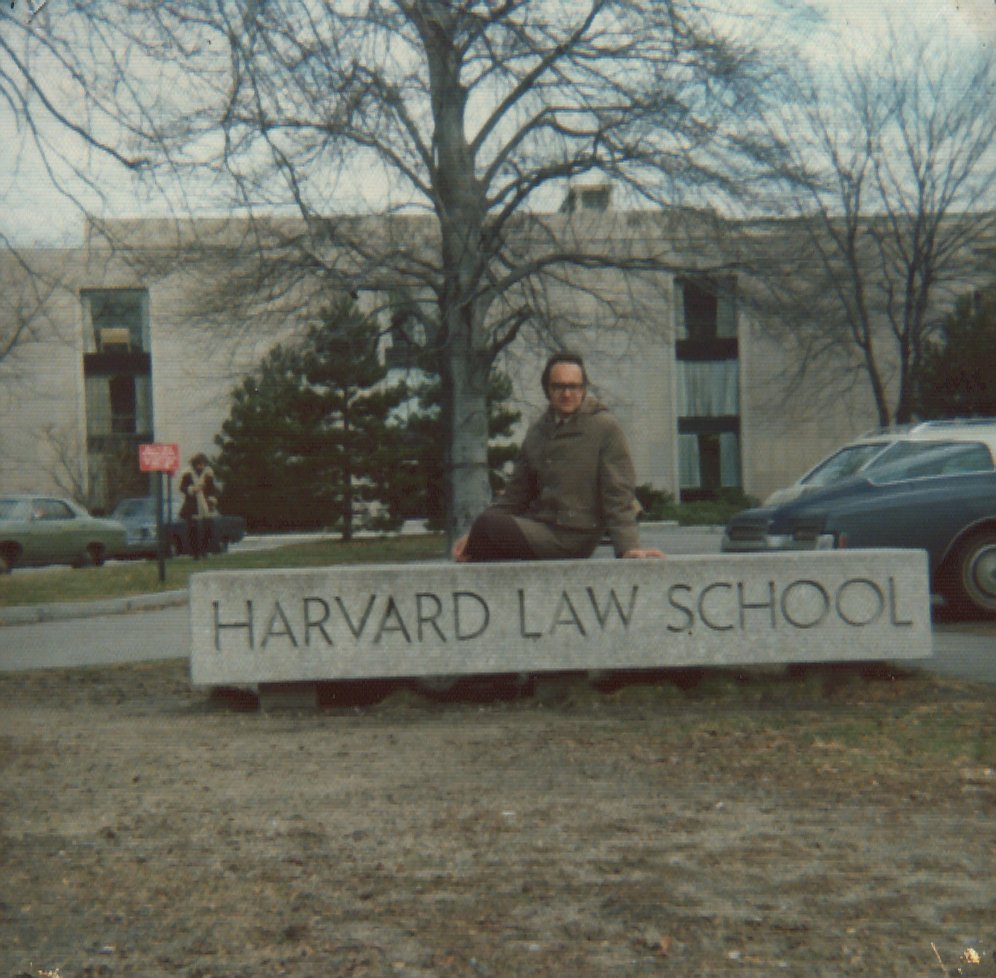
Roman Tokarczyk na dziedzińcu Harvard Law School University, 1974

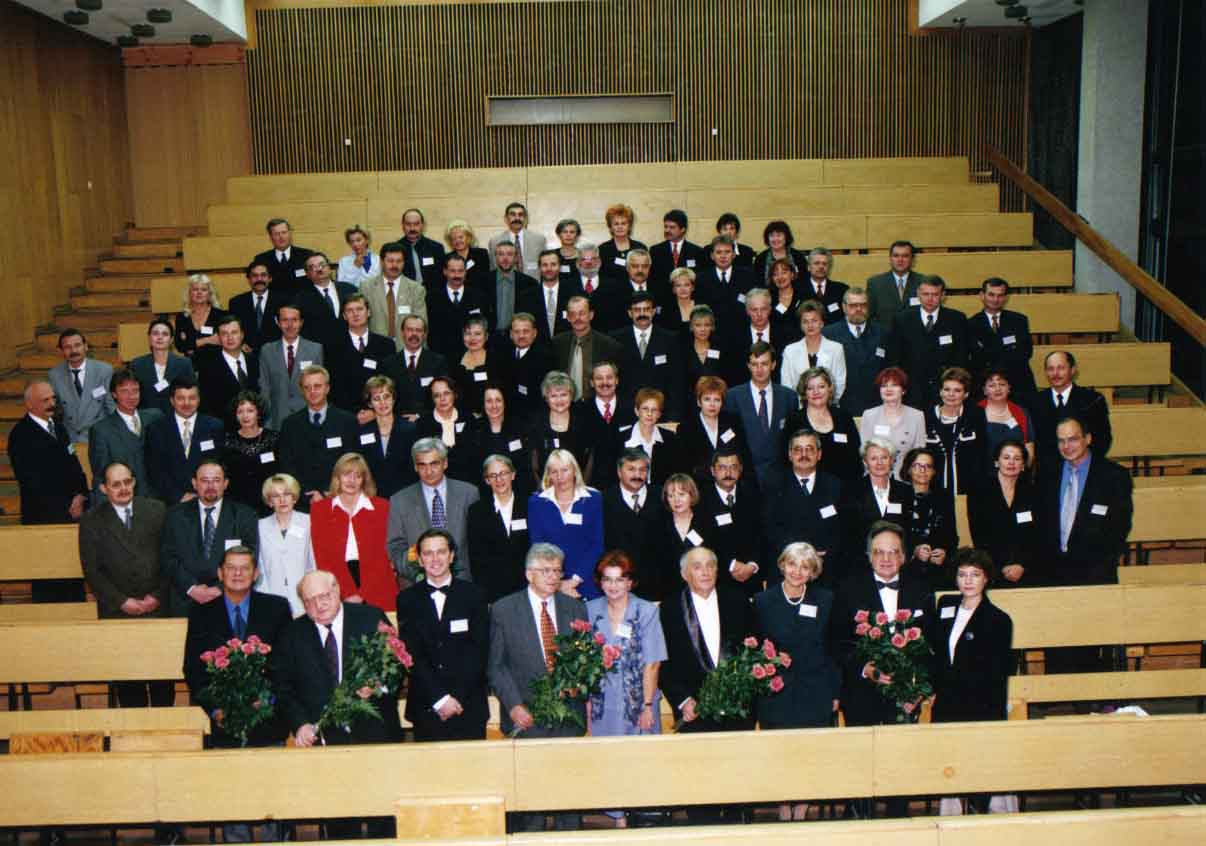
Roman Tokarczyk wśród Profesorów i Absolwentów Wydziału Prawa i Administracji UMCS w Lublinie (drugi od prawej w pierwszym rzędzie)

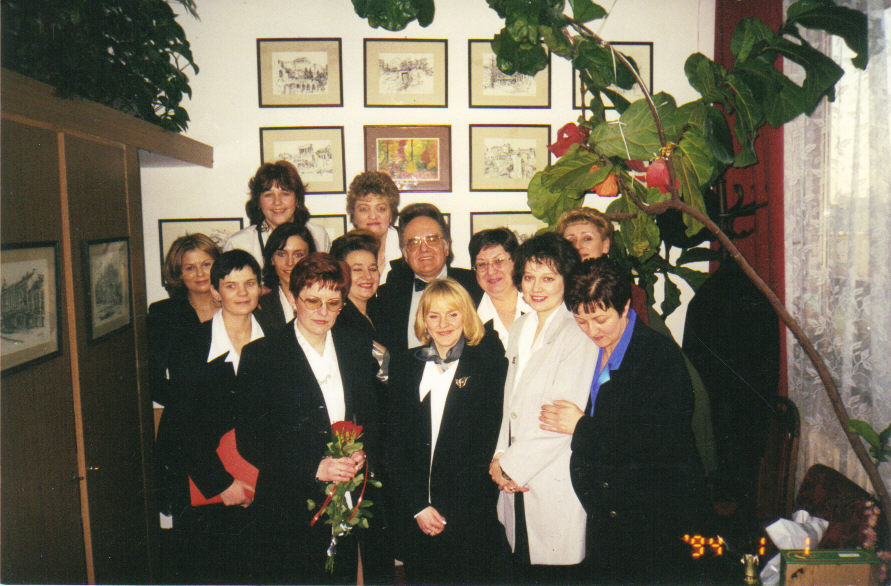
Roman Tokarczyk wśród Absolwentów Wydziału Prawa i Administracji UMCS w Lublinie

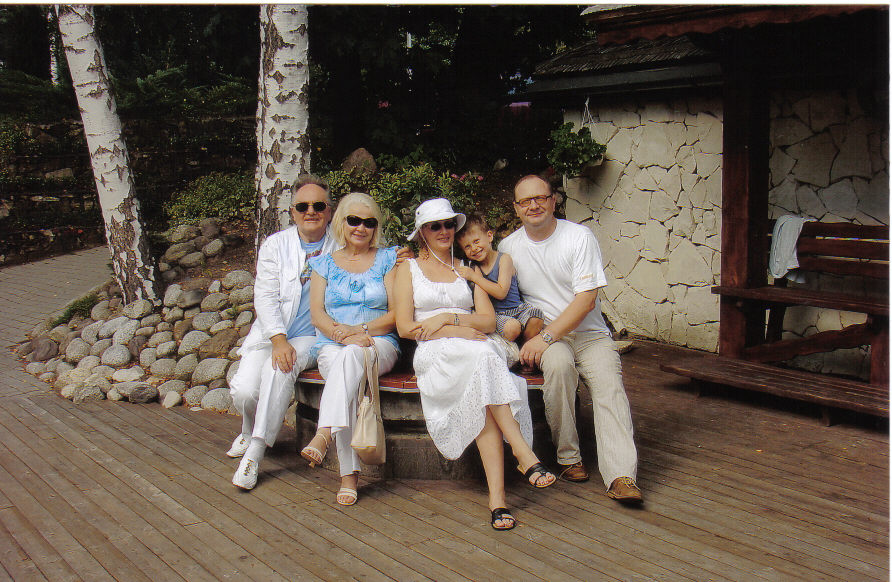
Roman Tokarczyk w rodzinnym gronie

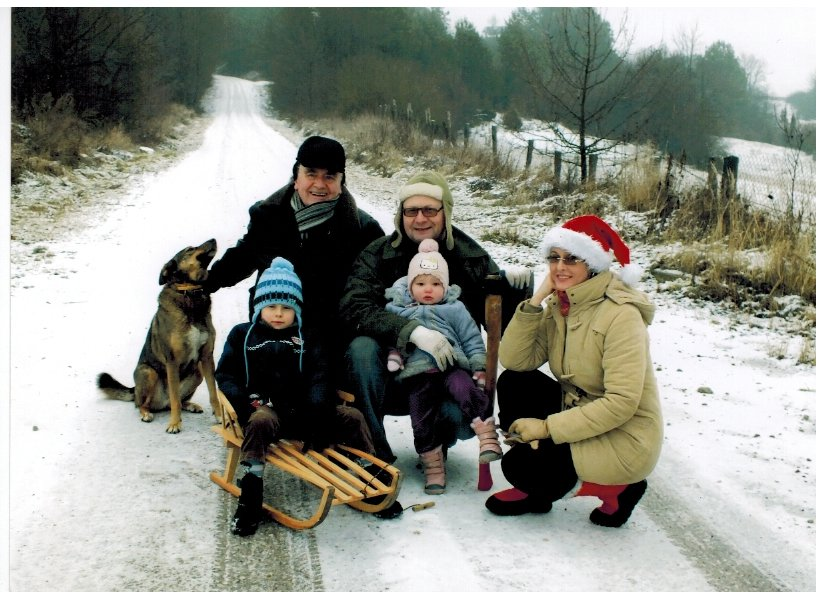
Roman Tokarczyk z rodziną

Roman Andrzej Tokarczyk (ur. 16 marca 1942 w Gródkach, zm. 14 lutego 2022) – polski prawnik i filozof, profesor zwyczajny. Wykładowca na Wydziale Prawa i Administracji Uniwersytetu Marii Curie-Skłodowskiej w Lublinie oraz na Wydziale Zarządzania i Administracji Wyższej Szkoły Zarządzania i Administracji w Zamościu. Zajmował się etyką, historią doktryn polityczno-prawnych, filozofią prawa, komparatystyką prawniczą i prawem amerykańskim. Jest autorem popularnych książek z tego zakresu. Przetłumaczył dzieła Hobbesa i Fullera.

## Kariera
W 1961 roku ukończył Liceum Pedagogiczne w Biłgoraju, w 1966 roku prawo i filozofię na UMCS. Był radnym Miejskiej Rady Narodowej w Lublinie w latach 1969–1973. Stopień doktora dostał w 1970 roku. Habilitował się w 1976 roku. Tytuł profesora otrzymał w 1990, profesora zwyczajnego w 1994 roku.
Od 1979 roku był kierownikiem Zakładu Teorii Organizacji i Kierownictwa na Wydziale Prawa i Administracji na UMCS. W latach 1996–2000 był dziekanem Wydziału Prawa i Ekonomii Studii Generalis Sandomiriensis. W latach 1993–1997 był członkiem Trybunału Stanu. Był wykładowcą na obecnym Uniwersytecie Rzeszowskim oraz w Wyższej Szkole Handlowej w Radomiu.
Został profesorem Wyższej Szkoły Humanitas w Sosnowcu.
Odbywał staże naukowe z Fundacji Fullbrighta m.in. w: International Research and Exchange Board w Nowym Jorku, w uniwersytetach Notre Dame, Harvard, Berkeley, Los Angeles i Fundacji NATO w Paryżu, Rzymie, Wiedniu, Kopenhadze.
Był promotorem dużej liczby prac licencjackich i magisterskich oraz co najmniej 7 dysertacji doktorskich, a także recenzentem co najmniej 9 prac doktorskich i 7 rozpraw habilitacyjnych.
Członek wielu organizacji naukowych m.in.: Polskiej Akademii Medycyny, Komitetów Naukowych PAN, The New York Academy of Sciences, Komitetu Wykonawczego The International Communal Studies Association.
Został odznaczony m.in.  Brązowym, Srebrnym i Złotym Krzyżem Zasługi, Brązowym Medalem „Za Zasługi dla Obronności Kraju”, Odznaką „Za Zasługi dla Lubelszczyzny”, Odznaką „Za Zasługi dla Województwa Zamojskiego” oraz wyróżniony wieloma innymi medalami, dyplomami i nagrodami

## Publikacje książkowe
- Współczesne doktryny polityczne (1971)
- 25 Lat Wydziału Prawa i Administracji Uniwersytetu Marii Curie-Skłodowskiej (1975)
- Winstanley (1975)
- Prawa wierne naturze. Krytyka doktryny Lona Luvois Fullera (1976)
- Doktryna Prawa Natury Lona Luvois Fullera (1976)
- Utopia Nowej Lewicy Amerykańskiej (1979)
- Współczesna amerykańska myśl polityczna (1981)
- Szkice z myśli politycznej marksizmu (1981)
- Tradycja i postęp w prawie (red.) (1983)
- Prawa narodzin, życia i śmierci (1984)
- Hobbes. Zarys żywota i myśli (1987)
- Historia filozofii prawa (1988)
- Klasycy praw natury (1988)
- Komparatystyka prawnicza (1989)
- Gródki. Dzieje wsi roztoczańskiej (1992)
- Filozofia prawa (1993)
- Rozważania o sprawiedliwości (1993)
- Polska myśl utopijna (1995)
- Prawo amerykańskie (1996)
- Biojurysprudencja. Nowy nurt jurysprudencji (1997)
- Współczesne kultury prawne (2000)
- Ze sztandarem prawa przez świat (współredaktor: Krzysztof Motyka) (2002)
- Turobin. Dzieje miejscowości (2002)
- Przykazania etyki prawniczej. Księga myśli, norm i rycin (2003)
- Etyka prawnicza (2005)
- Antologia anegdoty akademickiej (2006)
- Biojurysprudencja. Podstawy prawa dla XXI wieku (2008)
- Biojurisprudence. Foundations of law for the twenty-first century (2008)
- Nowa Lewica (2010)
- Medycyna a normy (2011)
- Liceum Pedagogiczne w Biłgoraju (2011)